# Бонд, Джеймс (орнитолог)
Джеймс Бонд (англ. James Bond; 4 января 1900 — 14 февраля 1989) — американский орнитолог. Его имя было использовано писателем Яном Флемингом для вымышленного британского шпиона «агента 007».

## Деятельность орнитолога
Джеймс Бонд родился в Филадельфии, работал в Академии естественных наук того же города и был куратором местной коллекции птиц. Он был экспертом в области карибских видов птиц и опубликовал около 150 статей в различных журналах, включая описания 63 новых подвидов.
Самой известной его работой стало вышедшее в 1936 году первое издание книги Birds of the West Indies (Птицы Вест-Индии), которая и сегодня считается фундаментальным трудом, выдержала 11 изданий при жизни автора и доступна в пятом издании (ISBN 0-00-219191-1). До появления книги в 1998 году A Guide to the Birds of the West Indies (Herbert Raffaele et al.) (Путеводитель птиц Вест-Индии) книга Бонда была единственной, где описывалась исключительно карибская птичья фауна.
Бонд получил медаль Musgrave института Ямайки (1952), медаль Brewster американского орнитологического союза (1954) и медаль Leidy Академии естественных наук (1975). Он умер в госпитале Chestnut Hill города Филадельфии в возрасте 89 лет от продолжительного ракового заболевания.
В 1973 году Дэвид Лэк предложил назвать линией Бонда биогеографическую границу между Тобаго и Малыми Антильскими островами, поскольку Бонд отметил, что здесь пролегает разделение по распространению хутиевых, а также птиц североамериканского и южноамериканского происхождения. 

## Бонд как киногерой
Ян Флеминг, усердно занимавшийся наблюдением за птицами в то время, когда он жил на Ямайке, был знаком с книгой Бонда и выбрал имя её автора для главного героя своей истории «Казино „Рояль“», так как имя показалось ему настолько обычным, насколько это возможно. Флеминг писал жене Бонда: «Я заметил, что это короткое, неромантичное, англосаксонское и, прежде всего, мужское имя, было то, что мне нужно, и таким образом родился второй Джеймс Бонд». Часть произведения Флеминг переработал в короткой истории For Your Eyes Only, где точно описал вид и поведение во время токования вымпелохвостого колибри (Trochilus polytmus).
В двадцатом фильме Бондианы «Умри, но не сейчас», тайный агент Джеймс Бонд попадает на Кубу в качестве орнитолога, имея при себе книгу настоящего Джеймса Бонда.
Личное знакомство Яна Флеминга с Бондом состоялось 5 февраля 1964 года. Орнитолог навестил писателя в его владении Goldeneye на Ямайке. В качестве подарка Ян Флеминг передал знатоку птиц свой самый новый роман о Джеймсе Бонде («Живёшь только дважды») с таким посвящением — To the real James Bond from the thief of his identity (Настоящему Джеймсу Бонду от похитителя его личности).

## Биографические источники
- Mary Wickham Bond. How 007 Got His Name. — London: Collins, 1966. — 62 p.